# Hippolyte de Monseignat
Pour les autres membres de la famille, voir Famille de Monseignat.
Félix-Hippolyte de Monseignat (11 décembre 1805 à Rodez - 30 mars 1893 à Rodez) est un notable du département de l'Aveyron au XIXe siècle.

## Sa famille
Félix-Hippolyte de Monseignat est le fils d'Hippolyte de Monseignat-Barriac (1764-1840), député au conseil des Cinq-Cents, membre du corps législatif, en 1811 président de la commission de législation au corps législatif, conseiller de préfecture à Rodez, etc.
Il est également le neveu, par sa mère, du général Béteille.

## Principales fonctions exercées

### Carrière administrative
- Conseiller de préfecture

### Mandats politiques
- Élu député de l'Aveyron en 1840, réélu en 1842
- Conseiller général

### Activités culturelles
- Membre, vice-président puis président de la Société des lettres, sciences et arts de l'Aveyron de 1863 à 1868
- Membre puis secrétaire, vice-président, président et président honoraire de la Société centrale d'agriculture de l'Aveyron

## Appréciations sur ses expérimentations en matière d'agriculture
"(...). Instruit par les tentatives entreprises en Grande-Bretagne, Monseignat fut, avec Boisse et Philippe Durand, l'un des premiers aveyronnais à pressentir l'intérêt des amendements calcaires et à prévoir que des terres presque incultes pourraient devenir des sols riches et estimés. Il pratiqua le chaulage et ces initiatives soulevèrent d'abord l'intérêt le plus vif avant d'administrer la preuve de leur efficacité : (...)"

## Distinctions et récompenses
- Chevalier de la Légion d'honneur.
- Prime d'honneur, en 1861, pour son action au sein de la société d'agriculture de l'Aveyron.